# 今川晃
今川 晃（いまがわ あきら、1954年6月15日 - 2016年9月24日）は、日本の政治学者。同志社大学教授。専門は行政学、行政統制論、地方自治論。佐藤竺に師事。 2016年9月24日に急性心筋梗塞のため死去。

## 学歴
- 1954年 愛知県知多市生。
- 1978年 島根大学文理学部卒業。
- 1981年 成蹊大学大学院法学政治学研究科博士前期課程修了（法学修士）。
- 1985年 成蹊大学大学院法学政治学研究科博士後期課程修了（法学博士）[1]。

## 職歴
- 1986年-1987年 日本学術振興会特別研究員
- 1987年-1988年 行政管理研究センター研究員
- 1989年-1993年 四日市大学経済学部助教授
- 1994年-1999年 熊本県立大学総合管理学部教授（1995年、バーミンガム大学地方自治研究所客員研究員）
- 2000年-2003年 四日市大学総合政策学部教授
- 2004年-2016年 同志社大学政策学部教授

## 著書

### 単著
- 『自治行政統制論への序曲』（近代文芸社、1993年）
- 『個人の人格の尊重と行政苦情救済』（敬文堂、2011年）

### 編著
- 『行政苦情救済論』（全国行政相談委員連合協議会、2005年）
- 『地方自治を問いなおす―住民自治の実践がひらく新地平』（法律文化社、2014年）
- 『自治体政策への提言―学生参加の意義と現実』（北樹出版、2016年）

### 共編著
- （田島平伸・高橋秀行）『地域政策と自治』（公人社、1999年）
- （佐藤竺監修）『市民のための地方自治入門』（実務教育出版、2002年）
- （木佐茂男監修）『自治体の創造と市町村合併』（第一法規、2003年）
- （佐藤竺監修・馬場健）『市民のための地方自治入門・改訂版』（実務教育出版、2005年）
- （新川達郎・山口道昭）『地域力を高めるこれからの協働』（第一法規、2006年）
- （牛山久仁彦・村上順）『分権時代の地方自治』（三省堂、2007年）
- （佐藤竺監修・馬場健）『市民のための地方自治入門・新訂版』（実務教育出版、2009年）
- （真山達志・井口貢）『地域力再生の政策学』（ミネルヴァ書房、2010年）
- （梅原豊）『地域公共人材をつくる』（法律文化社、2013年）
- （片岡寛光監修・上村進・川野秀之・外山公美）『アジアのオンブズマン』（第一法規、2014年）
- （牛山久仁彦）『自治・分権と地域行政』（芦書房、2020年）没後の出版

### 共著
- （今村都南雄編）『リゾート法と地域振興』（ぎょうせい、1992年）
- （日本地方自治学会編）『都市計画と地方自治』（敬文堂、1994年）
- （相模原市議会編）『相模原市議会史・記述編1』（ぎょうせい、1994年）
- （篠原一・林屋礼二編）『公的オンブズマン』（信山社、1999年）
- （中邨章編）『自治責任と地方行政改革』（敬文堂、2000年）
- （山梨学院大学行政研究センター編）『広域行政の諸相』（中央法規、2001年）
- （篠原一編）『警察オンブズマン』（信山社、2001年）
- （木佐茂男・保母武彦・五十嵐敬喜編）『分権の光 集権の影』(日本評論社、2003年）
- （熊本県立大学総合管理学会編）『新千年紀のパラダイム』（九州大学出版会、2004年）
- （宮原好きネット編）『まちづくりの伝道師達』（第一法規、2005年）
- （鈴鹿市議会編）『鈴鹿市議会史・記述編 鈴鹿市議会』（ぎょうせい、2005年）
- （今村都南雄編）『現代日本の地方自治』（敬文堂、2006年）
- （新川達郎編）『政策学入門』（法律文化社、2013年）

## 所属学会
- 日本協働政策学会（理事）
- 日本オンブズマン学会（理事）
- 日本行政学会（理事）
- 日本公共政策学会
- 日本政治学会
- 日本地方自治学会
- 日本自治学会